# بولا برانساتا
بولا برانساتا (بالإنجليزية: Paula Brancati)‏ (و. 1989  م) هي ممثلة أفلام كندية، ولدت في ماركام.

## وصلات خارجية
- بولا برانساتا على موقع IMDb (الإنجليزية)
- بولا برانساتا على موقع ألو سيني (الفرنسية)
- بولا برانساتا على موقع أول موفي (الإنجليزية)
- بولا برانساتا على موقع قاعدة بيانات الفيلم (الإنجليزية)
- بولا برانساتا على موقع كينوبويسك (الروسية)